# 601894 Naiman
601894 Naiman è un asteroide della fascia principale. Scoperto nel 2009, presenta un'orbita caratterizzata da un semiasse maggiore pari a 2,564044 UA e da un'eccentricità di 0,184896, inclinata di 3,330731° rispetto all'eclittica.